# Ерофеев, Феофил Андреевич
Феофил Андреевич Ерофеев  (1843—1905) — русский учёный-медик, врач-окулист; действительный статский советник (с 1900 года).

## Биография
Родился 23 июля (4 августа по новому стилю) 1843 года в селе Фурсово Васильковского уезда Киевской губернии в семье священника.
Первоначально обучался в духовном училище. Затем в 1872 году окончил медицинский факультет Киевского университета Святого Владимира со степенью лекаря и был оставлен в нём для приготовления к профессорскому званию. В 1873 году советом университета был избран на должность ординатора глазной клиники. C конца 1876 до августа 1878 года находился на государственной службе ординатором при Киевском военном госпитале. 
В 1880 году защитил в Медико-хирургической академии диссертацию «К учению о внутриглазных мышцах человека» на степень доктора медицины. С 1884 года Ерофеев – исполняющий должность ассистента при Санкт-Петербургской Михайловской клинической больнице имени баронета Виллие. С 1885 года – приват-доцент ВМА; с 1891 года – экстраординарный, с 1893 года – ординарный профессор по кафедре офтальмологии Томского университета (избирался членом правления университета). 
В 1892 году Ф. А. Ерофеевым была создана в Томске глазная клиника на десять коек, где он вел ежедневный прием амбулаторных больных. Был первым офтальмологом Сибири. В 1894 году он был в числе организаторов глазных «летучих» отрядов, которые выезжали для лечения населения в Барнаульский и Бийский округа Томской губернии.  В течение 1899-1900 годов находился с научной целью за границей, был участником XII Международного медицинского конгресса в Париже (1900), а также XI съезда естествоиспытателей и врачей в Петербурге (1901) и Пироговского съезда в Москве (1902). 
Был уволен со службы по собственному прошению в 1903 году. Умер  26 февраля 1905 года в Ялте. Его именем названа одна из мышц двигательного аппарата глазного яблока.

### Семья
Ерофеев был женат на дочери киевского протоиерея Н. Я. Оглобина - Юлии Николаевне. У нихбыли дети: Владимир (род. 1879), Андрей (род. 1886) и Инна (род. 1880).

## Награды
- Награждён орденами Святого Станислава 2-й степени, Святой Анны 2-й степени, Святого Станислава 3-й степени и  серебряной медалью в память царствования Императора Александра III.